# Simon Schama

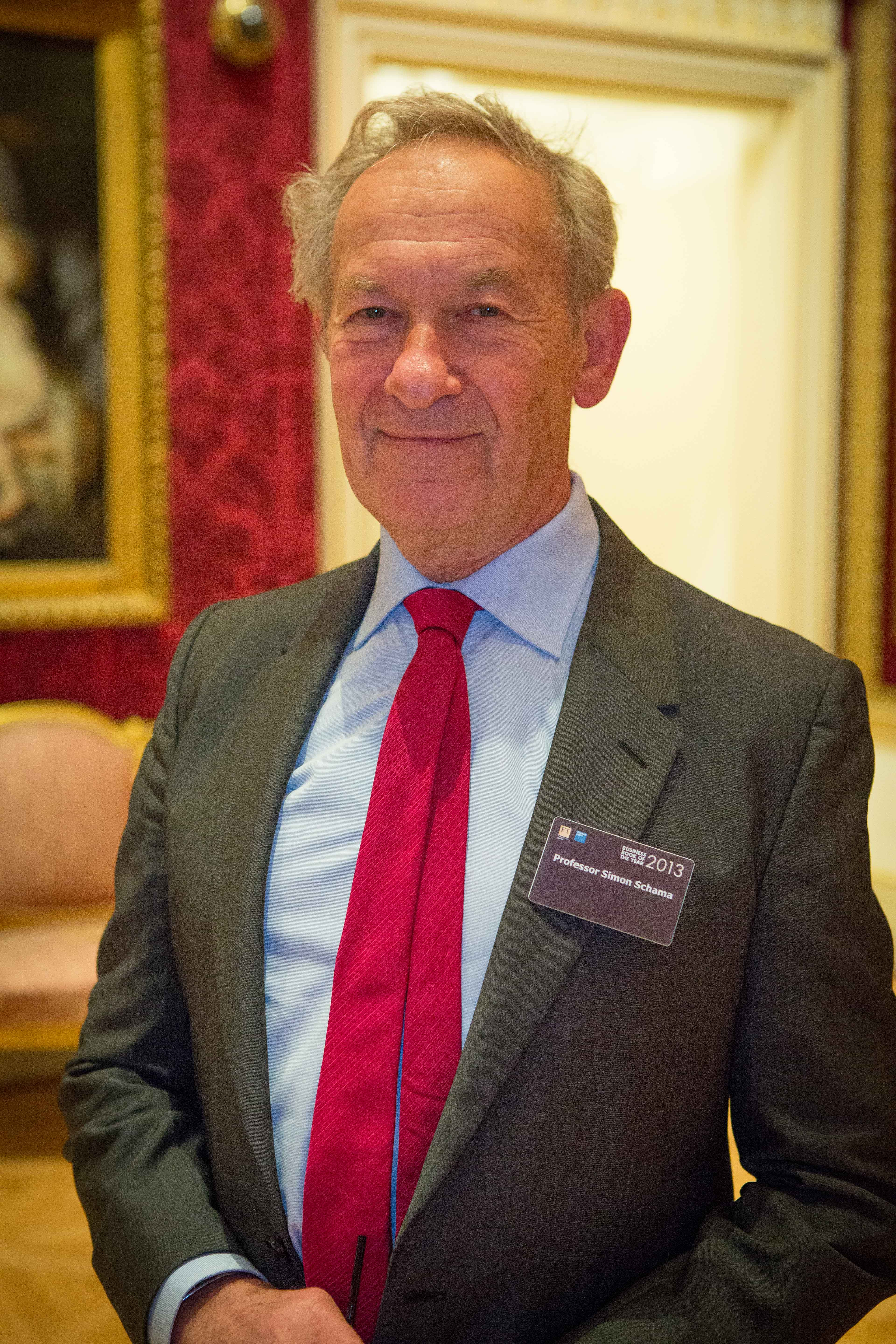
Simon Schama (2013)

Sir Simon Michael Schama, CBE (geboren 13. Februar 1945 in London) ist ein britischer Historiker.

## Leben und Wirken
Simon Schama stammt aus einer Familie osteuropäischer jüdischer Immigranten. Er studierte Geschichte in Cambridge. Von 1966 bis 1976 war er dort Fellow am Christ’s College.
Von 1976 bis 1980 war er Fellow und Dozent für Moderne Geschichte am Brasenose College der Oxford University. Von 1980 bis 1993 war er Professor für Geschichte, Mellon Professor of the Social Sciences und William Kenan Professor of the Humanities in Harvard sowie Senior Associate of the Center for European Studies. Er hat an der École des Hautes Études en Sciences Sociales gelehrt und war Trevelyan Lecturer in Cambridge sowie Tanner Lecturer sowohl in Oxford (über Rubens und Rembrandt) als auch in Harvard. Er ist Professor für Kunstgeschichte an der Columbia University, New York.
Nachdem er 1988 in die American Academy of Arts and Sciences gewählt worden war, hielt er 2001 die Finzi-Contini-Vorlesung in Yale über English History: In Defence of the Epic. Im Juni 2002 war er der Phi-Beta-Kappa-Redner in Harvard (The Fate of Eloquence in the Age of the Osbournes, abgedruckt in The New Republic). Die British Academy wählte ihn 2015 zum Mitglied.
Schamas A History of Britain wurde auch dokumentarisch verfilmt und zwischen 2000 und 2002 in sechs Teilen von der BBC ausgestrahlt, wobei er die Geschichte Britanniens selbst an zahlreichen historischen Orten präsentiert. Die vollständige Serie ist zudem auf sechs DVDs erhältlich.
Das Buch The American Future befasst sich unter anderem mit der im Zeitablauf sehr unterschiedlich eingeschätzten Rolle der deutschen Einwanderer und mit der Haltung der Amerikaner gegenüber Einwanderung im Allgemeinen.
Von Schama stammt die These, dass die egalitäre Gesellschaft der Niederlande auf die ständige Bedrohung durch den Ozean zurückzuführen sei.

## Schriften (Auswahl)
- Patriots and Liberators. Revolution in the Netherlands 1780–1813. Collins, London u. a. 1977, ISBN 0-00-216701-8.
- Two Rothschilds and the Land of Israel. Collins, London 1978, ISBN 0-00-216784-0.
- The Embarrassment of Riches. An Interpretation of Dutch Culture in the Golden Age. Collins, London 1987, ISBN 0-00-217801-X (In deutscher Sprache: Überfluß und schöner Schein. Zur Kultur der Niederlande im Goldenen Zeitalter. Kindler, München 1988, ISBN 3-463-40096-0).
- Citizens. A Chronicle of the French Revolution. Viking, London 1989, ISBN 0-670-81012-6 (In deutscher Sprache: Der zaudernde Citoyen. Rückschritt und Fortschritt in der Französischen Revolution. Kindler, München 1989, ISBN 3-463-40106-1).
- Dead Certainties. Unwarranted Speculations. Granta Books, London 1991, ISBN 0-14-014230-4 (In deutscher Sprache: Wahrheit ohne Gewähr. Über zwei historische Todesfälle und das Vexierbild der Geschichte. Kindler, München 1991, ISBN 3-463-40168-1).
- Landscape and Memory. HarperCollins, London 1995, ISBN 0-00-215897-3 (In deutscher Sprache: Der Traum von der Wildnis. Natur als Imagination. Kindler, München 1996, ISBN 3-463-40178-9).
- Rembrandt’s Eyes. Allen Lane, London 1999, ISBN 0-7139-9384-7 (In deutscher Sprache: Rembrandts Augen. Siedler, Berlin 2000, ISBN 3-88680-702-9).
- A History of Britain. Trilogie: Band 1: The Edge of the World. 2000; Band 2: The British Wars. 2001; Band 3: The Fate of Empire. 2002.
- Rough Crossings. Britain, the Slaves and the American Revolution. BBC Books, London 2005, ISBN 0-563-48709-7.
- The American Future. A History. Bodley Head u. a., London 2008, ISBN 978-1-84792-000-3.
- The Face of Britain: The Stories Behind the Nation’s Portraits. Viking, London 2016, ISBN 978-0-670-92230-7.